# Dobitnici Porina 2016.
Porin 2016. je glazbena nagrada Porin za prethodnu 2015. godinu.
Dodjeljuje se za glazbeni rad, a dodjeljivana je 17. ožujka 2016. godine u Spaladium Areni u Splitu.

## Nominirani i dobitnici[1]
Kategorija br.1 - Album godine
| Album                 | Izvođač        | Glazbeni producent                                                                               | Nakladnik        |
| --------------------- | -------------- | ------------------------------------------------------------------------------------------------ | ---------------- |
| 1 dan ljubavi         | Massimo        | Nikša Bratoš, Predrag Martinjak, Ivan Popeskić                                                   | Aquarius Records |
| Matija svira Arsena   | Matija Dedić   | Matija Dedić, Miroslav Vidović                                                                   | Croatia Records  |
| Danas sutra           | The Beat Fleet | Mladen Badovinac, Aleksandar Antić, Luka Barbić, Nikša Mandalić, Ognjen Pavlović, Nikola Vidović | Dallas Records   |
| Dani zatvorenih vrata | Hladno pivo    | Jurica Ferina, Pavao Miholjević                                                                  | Gajba Records    |
| Zmajevi na vjetru     | Vatra          | Jurica Ferina, Pavao Miholjević                                                                  | Dallas Records   |